# Епархия Тшумбе
Епархия Тшумбе (лат. Dioecesis Tshumbeensis) — епархия Римско-Католической Церкви с центром в городе Тшумбе, Демократическая Республика Конго. Епархия Тшумбе входит в митрополию Кананги.

## История
25 мая 1936 года Святой Престол учредил апостольскую префектуру Тшумбе, выделив её из апостольского викариата Кананги (ныне — архиепархия Кананги).
14 марта 1947 года апостольская префектура Тшумбе была преобразована в апостольский викариат.
10 ноября 1959 года апостольский викариат Тшумбе был преобразован в епархию буллой Cum parvulum Римского Папы Иоанн XXIII.

## Ординарии епархии
- епископ Joseph Augustin Hagendorens (1947 — 1968);
- епископ Albert Tshomba Yungu, 1968 — 1995);
- епископ Nicolas Djomo Lola (1997 — по настоящее время).